# Brett Eppehimer
Brett Roger Eppehimer (* 26. Mai 1976 in Pottstown, Pennsylvania) ist ein ehemaliger US-amerikanischer Basketballspieler. Nach dem Studium in seinem Heimatland wurde Eppehimer Profi in Europa und nahm die italienische Staatsbürgerschaft an, mit der er wegen der Bosman-Entscheidung unter weniger restriktive Ausländerbeschränkungen in europäischen Ligen fiel. Nach seiner Debütsaison als Profi in der deutschen Basketball-Bundesliga 1999/2000 bei der SG Braunschweig spielte Eppehimer noch in Spanien, dem Vereinigten Königreich, Griechenland und Italien, bevor er 2006 seine aktive Karriere in den Niederlanden beendete. Brett Eppehimer hat einen drei Jahre jüngeren Bruder Nick, der ebenfalls professioneller Basketballspieler in Europa war.

## Karriere
Nach der Schulzeit ging Eppehimer zum Studium an die Lehigh University in Bethlehem (Pennsylvania), wo er ab 1995 vier Jahre für die Mountain Hawks in der Patriot League der NCAA Basketball spielte. Die Mountain Hawks hatten in der zweiten Hälfte der 1990er Jahre eine sportlich sehr schwache Phase und gewannen 1996/97 nur ein einziges Spiel von 27 Saisonspielen. Zwei Jahre später 1999, zum Abschluss der Collegekarriere von Eppehimer, gewann man zwar sechs Saisonspiele, verlor aber alle zwölf Spiele gegen Konkurrenten aus der Patriot League. Eppehimer gehörte jedoch zu den tragenden Säulen in der sportlich erfolglosen Mannschaft und rangiert mit 1.742 Karrierepunkten und 226 erfolgreichen Distanzwürfen von hinter der Dreipunktelinie zu den besten Spielern in diesen Kategorien in der Geschichte der Mountain Hawks. Trotz der Erfolglosigkeit der Hawks konnte sich Eppehimer 1997/98 einen Platz in der Auswahl der fünf besten Spieler der Conference im „All-Patriot League First Team“ erspielen. Nach dem Ende seines Studiums 1999 versuchte sich Eppehimer beim regionalen Klub der „Sommerliga“ United States Basketball League, den Pennsylvania ValleyDawgs, sich für einen Profivertrag für eine reguläre Spielzeit zu empfehlen.
Für die Saison 1999/00 bekam Eppehimer dann eine Chance beim deutschen Erstligisten aus Braunschweig als Profineuling. Obwohl man nur zehn Spiele von 26 gewann, konnte sich die Mannschaft um einen Platz auf den achten Platz in der Abschlusstabelle der Basketball-Bundesliga 1999/2000 verbessern. Eppehimer war mit durchschnittlich fünf Assists bester Vorlagengeber der Mannschaft, die jedoch in der Vorrunde der Play-offs um die Meisterschaft gegen den Neunten Brandt Hagen ausschied. Anschließend spielte Eppehimer in der zweiten spanischen 
Liga LEB für den Klub aus San Cristóbal de La Laguna auf Teneriffa. Dieser belegte jedoch nur einen elften Platz unter 16 Mannschaften. Für die Spielzeit 2001/02 unterschrieb Eppehimer dann einen Vertrag in der British Basketball League bei den Kinder Towers aus London. Die Mannschaft war auch Teilnehmer an der ein Jahr zuvor eingeführten EuroLeague, die nun endgültig die bisherigen Europapokal-Wettbewerbe der FIBA Europa abgelöst hatte. In dem höchsten europäischen Vereinswettbewerb war die britische Mannschaft jedoch chancenlos und verlor alle vierzehn Vorrundenspiele der EuroLeague 2001/02 zumeist klar. In der britischen Meisterschaft gewann man die Southern Conference mit der zweitbesten Bilanz aller Mannschaften der BBL, verlor jedoch im Play-off-Halbfinale gegen die Sheffield Sharks.
Für die Spielzeit 2002/03 heuerte Eppehimer in der griechischen A2 Ethniki bei Ilisiakos aus Athen an. Die Mannschaft erreichte den dritten Tabellenplatz am Ende der Spielzeit, konnte jedoch trotzdem in die höchste Spielklasse aufsteigen, da der Tabellenzweite aus wirtschaftlichen Gründen zurückzog. Eppehimer spielte am Saisonende für den spanischen Zweitligisten aus Los Barrios, der jedoch auf dem zehnten Tabellenplatz die Play-offs um den Aufstieg verpasste, in denen seinem ehemaligen Verein aus Teneriffa der Aufstieg in die höchste Spielklasse gelang. In der folgenden Spielzeit 2003/04 spielte Eppehimer dann erstmals in seiner Wahlheimat Italien, mit dessen Staatsbürgerschaft er zuvor bereits in anderen europäischen Ligen. In der Saison 2003/04 spielte er auf Sizilien für die Mannschaft aus Messina in der Lega Basket Serie A. Der Aufsteiger war jedoch sportlich weitgehend überfordert und gewann nur acht von 34 Saisonspielen. Als Tabellenletzter musste man dann sogar nach dem Ende der Spielzeit seinen professionellen Spielbetrieb einstellen. In der Spielzeit 2004/05 hatte Eppehimer dann ab Januar 2005 ein Engagement in der zweiten Liga Legadue für die Mannschaft aus Scafati, die in den Aufstiegs-Play-offs jedoch im Halbfinale gegen Virtus Bologna ausschied. Zuletzt spielte Eppehimer dann noch in der Saison 2005/06 in der ersten niederländischen Liga FEB für die Polynorm Giants aus Bergen op Zoom, die die Saison als Tabellenvorletzter beendeten.